# آرمان خاچاطریان
آرمن خاچاطریان ( زادهٔ ۱۰ ژوئن ۱۹۷۹) یک دیپلمات اهل ارمنستان است که از تاریخ اکتبر ۲۰۲۴ تا کنون سمت سفارت ارمنستان در فرانسه را برعهده دارد.

## زندگی‌نامه
وی در ۱۰ ژوئن ۱۹۷۹ در گاوار به دنیا آمد و از دانشگاه دولتی ایروان فارغ‌التحصیل شد. 